# إدوين سميث (مجدف)
إدوين سميث (بالإنجليزية: Edwin Smith) هو مجدف نيوزيلندي، ولد في 17 سبتمبر 1922 في أوكلاند في نيوزيلندا، وتوفي في 15 يناير 1997 في نيوزيلندا.